# Vier Garnisonen von Anxi

Der Vorstoß der Chinesen ab 640. Mit den 4 Garnisonen (rot) und weiteren Städten (schwarz)

Die Vier Garnisonen von Anxi (chinesisch 安西四鎮 / 安西四镇, Pinyin Anxi Sizhen, W.-G. Anhsi Szuchen) waren Garnisonstruppen, die von der Tang-Dynastie zwischen 648 und 658 im Tarimbecken in verschiedenen Städten und der Hauptstadt der Indo-Europäischen Kleinstaaten Kuqa, Khotan, Kaschgar und Karaschahr stationiert worden waren. Die Hauptstadt von Kuqa war darüber hinaus das Hauptquartier des „Generalprotektorats zur Befriedung des Westens“. Die hier stationierten Truppen kamen aus dem Kernland der Tang-Dynastie selbst.

## Geschichte
640 eroberte Tangkaiser Taizong das Reich von Gaochang (auch Karakhoja, Turfan oder Kocho), einem Nachbarn Chinas, das mit dem Westlichen Türk-Kaganat verbündet war. Danach wandte sich das ursprünglich mit China verbündete Karashahr gegen den vorherigen Bündnispartner, als Folge wurde es 644 ebenfalls erobert. 648/49 wurde Kuqa besiegt.
Das System der Vier Garnisonen wurde ab 648 angewendet, als die gegnerischen Kleinstaaten im Tarimbecken bezwungen wurden. 651 wurden die Truppen unter dem türkischen Prinzen Ashina Helu bis zur Eroberung von Su Dingfang im Jahr 657 für kurze Zeit wieder abgezogen.
Der größte Widersacher der Tang bei der Festigung ihrer Vorherrschaft über die Region waren die Tibeter, die seit 662 immer wieder angriffen und das Gebiet in der Zeit zwischen 670 und 692 besetzt hielten, nur kurz unterbrochen durch Vorstöße der Tang in den Jahren 675, 679, 682 und 686.
679 wurde in Suyab ein weiteres befestigtes Lager in der Umgebung des Chui He erbaut, welches später Karashahr als eine der Vier Garnisonen ersetzte, bis die Turkesh es 719 eroberten. Nach dem endgültigen Sieg über die Tibeter im Jahr 692 blieben die Vier Garnisonen bis auf eine achtmonatige Besetzung von Kuqa durch die Angehörige der Turkvölker im Jahre 709 in der Hand der Tang. Bis 791 konnten die Tang die Garnisonen halten, obwohl die meisten der regulären Präfekturen im umgebenden Hexi-Korridor in die Hand der Tibeter fielen, so etwa Liangzhou (764), Ganzhou, Suzhou (766), Guazhou (776), Yizhou (781) und Shazhou (787). Im Jahr 791 wurden die Vier Garnisonen schließlich zusammen mit dem Generalprotektorat zur Befriedung des Westens von den tibetischen Soldaten erobert.